# Spelaeomysis cardisomae
Spelaeomysis cardisomae är en kräftdjursart som beskrevs av Bowman 1973. Spelaeomysis cardisomae ingår i släktet Spelaeomysis och familjen Lepidomysidae. Inga underarter finns listade i Catalogue of Life.